# 崔悅
崔悅字道儒，清河郡东武城县（今河北省衡水市故城县）人，出身清河崔氏，是魏司空崔林曾孫、崔參之孫。透過家族的聯姻，他是劉琨外甥、盧諶與溫嶠的表兄弟。

## 生平
崔悅最初在姨丈劉琨手下擔任司空從事中郎，西晉末年大亂，他留在北方，最初被段末波留滯，後來仕於石虎，官至司徒、左長史、關內侯。石勒、石虎對待士族很殘忍，抓到士族大多都殺了，崔悅是少數能在石氏政權當大大官的人之一。

## 藝文成就
崔悅與表兄弟盧諶以多才多藝而齊名當世。兩人都擅長書法，崔悅師法衛瓘，盧諶師法鍾繇，兩人又學習索靖的草書，都能得到他們的神髓。他們將書法技藝傳予子孫，成為書法世家，北魏初，他們兩家的書法為當世所重。

## 親屬
- 曾祖父：崔林[1]
- 祖父：崔參[4][3]
- 姨丈：劉琨、盧志、溫襜[1]
- 表兄弟：盧諶、溫嶠[1]
- 兒子：崔渾、崔潛、崔湛[2][5]
- 孫子：崔宏[5] 崔顗[2]
- 曾孫：崔浩、崔恬[5]、崔蔚[2]、崔簡